# Pierre Fontaine (essayiste)
Pour les articles homonymes, voir Fontaine et Pierre Fontaine.
Pierre Fontaine, né le 20 octobre 1903 à Colombes et mort le 21 mai 1969 à Cadillac-en-Fronsadais  en Gironde, est un essayiste et écrivain français.

## Biographie
Pierre Fontaine a collaboré aux revues Défense de l'Occident et Lectures françaises, et a été édité par Les Sept Couleurs après la guerre. 
Ses ouvrages sont nombreux, traitant dans un premier temps de l'Afrique noire, puis s'intéressant jusqu'à sa mort à la situation algérienne et à la présence coloniale de la France. Un thème majeur est développé : les enjeux du pétrole dans la société occidentale. 
Il a vécu quelques années en Algérie avant la décolonisation, près de Ténès. Il a été gérant de l'hôtel Transatlantique. 
Pierre Fontaine avait épousé Édith Navarre (1901-1993) en 1930 à Colombes, dans les Hauts-de-Seine. Il a élevé Marie Monique Cervera à son retour d'Algérie.

## Œuvres
Essais
- L'Étrange Aventure riffaine : Pétrole-Intelligence service, 1943
- La Guerre froide du pétrole[1], éditions je sers, 1956.
- L'Aventure du pétrole français, Les Sept Couleurs, (1967) réédition 2008 chez Nel  (ISBN 978-2-7233-1462-6)
- Dossier secret de l'Afrique du Nord, 1957
- L'aventure algérienne continue, Les Sept couleurs, 1967
- Bataille pour le pétrole français, Je sers, 1957
- Les Secrets du pétrole, édit. Les 7 Couleurs, 1963 (réédition partielle sous le titre "La guerre secrète du pétrole", collection L.I.E.S.I, 2008).
- La Nouvelle Course au pétrole[2], Les Sept Couleurs, 1957
- Enquêtes noires, Les Sept Couleurs, Montargis, impr. M. Midol, 1958
- La Guerre occulte du pétrole, Dervy, 1949
- Alerte au pétrole franco-saharien, réédition Nouvelles Éditions latines,1961 (réédité 30 janvier 2008),  (ISBN 978-2-7233-1268-4)
- Abd-El-Krim : Origine de la rébellion nord-africaine, éd. Les Sept Couleurs, Paris 1958,  (ISBN 9782402189903)
- "U.R.S.S. - U.S.A.", Les Sept Couleurs, 1960,  (ISBN 978-2-7233-1206-6)
- "Alger - Tunis - Rabat. Les dessous du drame nord-africain", Dervy, 1953
- Le Pétrole du Moyen-Orient et les trusts, Les Sept couleurs Condé-sur-Noireau, Impr. condéenne, 1960
- La Mort étrange de Conrad Kilian, inventeur du pétrole saharien[3], Les sept couleurs, 1959
- Touggourt. Capitale des oasis, Paris, Dervy, 1952
- La Mort mystérieuse du gouverneur Renard, Éditions Jean-Renard, 1943

Nouvelles
- Les Exotiques, Éditions Jean-Renard, 1943
- Le Mensonge du Docteur Ganiot, Éditions Jean-Renard, 1944

Romans
- El Bir (Sahara), Éditions Jean-Renard, 1946
- Moya (Tahiti), Éditions Self, 1946
- Les Vents de sable (sud-algérien), Éditions Self, 1958
- Saint-Pétrole (Proche-Orient), Éditions Self, 1948
- Olo (Afrique équatoriale), Éditions Le Dauphin, 1949
- L’Étoile noire (Afrique occidentale), Éditions Le Dauphin, 1949

Livres illustrés
- Visions impériales, Editions Arthaud, 1946
- La Magie chez les noirs, Éditions Dervy, réédité sous le titre Magie noire, Éditions Le Scorpion, 1949
- Touggourt, Capitale des Oasis, Éditions Dervy, 1952
- Bou-Saasa, Porte du Désert, Éditions Dervy, 1952

Divers
- Dans l'ombre de Jean Charcot, récit, Éditions Arthaud, 1948
- France-Allemagne (en collaboration), Éditions d’Harthoy.
- La Belle Adrienne, demi-mondaine, Éditions Le Scorpion, 1957